# Вітряні млини села Михайлівська Борщагівка

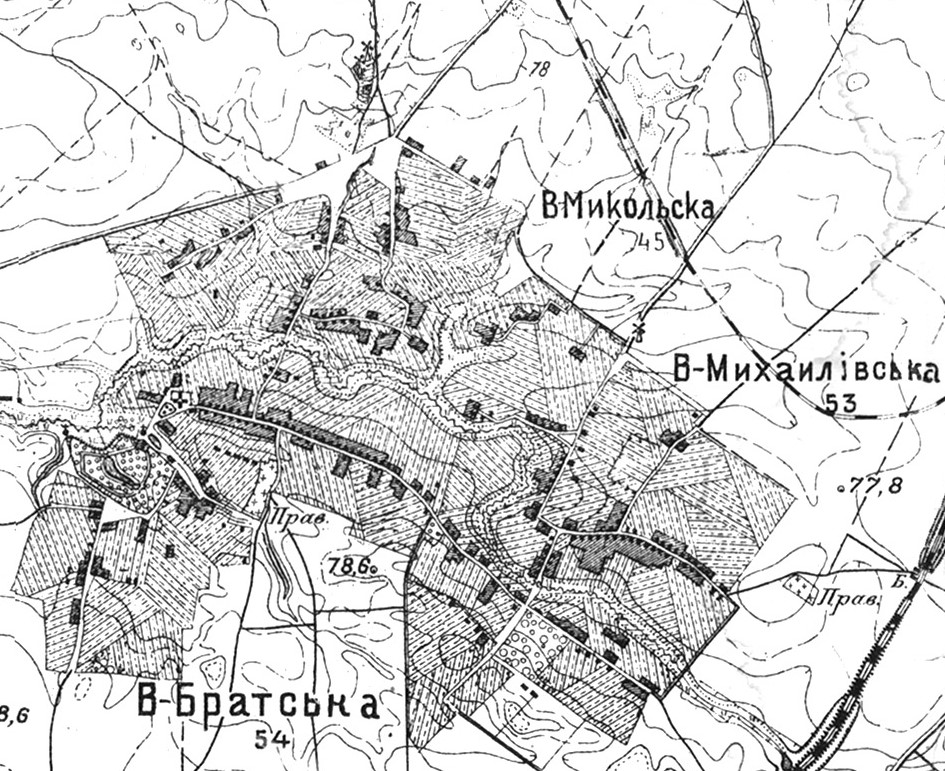
Вітряки на карті 1897/1918 років

Вітряні млини села Михайлівська Борщагівка — втрачені вітряки, що існували в селі Михайлівська Борщагівка (нині - частина Києва) з кінця ХІХ століття. Належали до групи вітряків у приміській смузі Києва.

## Історія
Одна із перших згадок про вітряні млини у селі Михайлівська Борщагівка міститься у довіднику «Список населеных мест Киевской губернии» (1900): «У селі є два вітряні млини, що належать місцевим селянам Данилу Коваленку та Тихону Сафонову, у млинах працюють самі власники». 
Проте у документі «Список власників млинів, кузень та інших підприємств за 1907 рік» у селі Михайлівська Борщагівка зафіксовано лише один вітряк - Тихона Сафонова. Можливо, у довіднику 1900 року переплутано Михайлівську та Микільську Борщагівки. У другій справді існувало два вітряки, тоді як довідник зазначає лише один. 
Вітряк зник ще, ймовірно, у 1920-х-1930-х роках. Принаймні, на топографічній карті 1932 року цей вітряк не позначено на тих місцях, на яких його позначила карта 1897/1918 років. Час зникнення невідомий. Невідомі і зображення  або фото вітряків.

## Локалізація вітряків на сучасній місцевості
Топографічна карта 1897/1918 років дає змогу локалізувати вітряк якнайточніше. Він стояв приблизно на місці промислової забудови за адресою вулиця Якутська, №14. 